# Trenkfalva
Trenkfalva (horvátul: Trenkovo) falu Horvátországban a Pozsegai-medencében, közigazgatásilag Velike község részét képezi. Földrajzilag Velike és Pozsega között található.

## Történelme
A település határában előkerült régészeti leletek tanúsága szerint területe már az őskor óta lakott volt. a legrégebbi leleteket 2020-ban a vízvezeték építésének nyomvonalán, a „Međuputi” lelőhelyen fedezték fel. Ezen a mezőgazdasági területen az újkőkorszak korai időszakában virágzott Starčevo-kultúra egykori településének régészeti maradványait találták meg. A lelőhely az őskortól a középkorig szinte folyamatosan lakott volt. Ugyancsak 2020-ben, a Velika - Pozsega vízellátó rendszer kiépítése során fedezték fel a „Kamenjača” és „Stojanovac” régészeti lelőhelyeket, ahol a kőrézkor középső időszakában virágzott Lasinja-kultúra településmaradványait találták meg. A leletek között kerámia edények töredékei, valamint különböző kőtárgyak, kőszerszámok, őrlőkövek és mikrolitok kerültek elő. A vaskort a „Međuputi” lelőhelynek a La Tène-kultúrához tartozó leletei képviselik, de találtak itt ókori és középkori településmaradványokat is.
Maga Trenkfalva ősi település, de középkorból nincs írásos adat a létezésére. A török uralom idején muzulmán hitre áttért horvátok lakták, akik valószínűleg 1687-ben Boszniába távoztak. A helyükre 1697 körül az ország északkeleti részéről és Boszniából katolikus horvátok érkeztek. A falut Szent Demeternek szentelt templomáról Mitrovicának nevezték el. Az első katonai felmérés térképén „Dorf Mitrovicza” néven látható. Csak 1912-ben vette fel hivatalosan a Trenkfalva (Trenkovo) nevet, báró Trenk Ferenc (Franz von der Trenck) birtokos tiszteletére, aki a településen található Trenk-kúriában élt és alkotott. A Jókai Mór A két Trenk című regényéből „a magyar Trenk” néven ismert történelmi személyiség élete több ponton is összeforrt a településsel. Hajdúival együtt a térségben mint hőst tisztelik.

## Nevezetességek
- A Trenk-kastély[6] egyemeletes épület, amelyet jóval Trenk Ferenc halála után 1819-ben emeltek barokk-klasszicista stílusban. Hosszúkás, téglalap alaprajzú épület, főhomlokzatán nagyméretű terasszal, az udvari homlokzaton pedig rizalittal. Az épületet  manzárdtető fedi. A kastély a park közepén található, amely fontos kertépítészeti emlék. A parkban a kastélyhoz tartozó melléképületek vannak.

- Trenk-emlékfa, tölgyfa a kastély kertjében, amely alatt a báró hajdan jobbágyai fölött törvénykezett.

## Népesség
| Lakosság változása | Lakosság változása | Lakosság változása | Lakosság változása | Lakosság változása | Lakosság változása | Lakosság változása | Lakosság változása | Lakosság változása | Lakosság változása | Lakosság változása | Lakosság változása | Lakosság változása | Lakosság változása | Lakosság változása | Lakosság változása |
| ------------------ | ------------------ | ------------------ | ------------------ | ------------------ | ------------------ | ------------------ | ------------------ | ------------------ | ------------------ | ------------------ | ------------------ | ------------------ | ------------------ | ------------------ | ------------------ |
| 1857               | 1869               | 1880               | 1890               | 1900               | 1910               | 1921               | 1931               | 1948               | 1953               | 1961               | 1971               | 1981               | 1991               | 2001               | 2011               |
| 346                | 315                | 288                | 336                | 496                | 600                | 577                | 488                | 581                | 662                | 692                | 758                | 789                | 823                | 818                | 799                |

- 1910-ben 600 lakosából 102 magyar (17,0%) és 429 horvát (71,5%) volt
- 1960-ban 692 lakosa közül 651 horvát (94,1%), 33 szerb (4,8%) és 2 magyar (0,3%) volt
- 1991-ben 823 lakosából 771 horvát volt (93,7%). Magyarok már nincsenek.